# Emerald Forest and the Blackbird
| Оценки критиков | Оценки критиков |
| Источник        | Оценка          |
| --------------- | --------------- |
| Allmusic        | [ 1 ]           |

Emerald Forest and the Blackbird — пятый студийный альбом финской метал-группы Swallow the Sun. Был выпущен 1 февраля 2012 на Spinefarm Records. Также был выпущен на ограниченном LP на зелёном и белом винилах на Svart Records.
3 января 2012 был выпущен видеоклип на композицию «Cathedral Walls». В ней присутствует гостевой вокал бывшей вокалистки Nightwish Аннет Ользон. Альбом был доступен для стриминга на сайте финского журнала Inferno с 25 января до релиза альбома 1 февраля.
Является последним релизом с Каем Хахто, так как он ушёл из группы для работы с Nightwish.

## Список композиций
Вся музыка написана Юхой Райвио.
| №                   | Название                              | Текст песни         | Длительность |
| ------------------- | ------------------------------------- | ------------------- | ------------ |
| 1.                  | «Emerald Forest and the Blackbird»    | Райвио              | 9:58         |
| 2.                  | «This Cut is the Deepest»             | Микко Котамяки      | 5:21         |
| 3.                  | «Hate, Lead the Way!»                 | Котамяки            | 6:14         |
| 4.                  | «Cathedral Walls»                     | Райвио              | 6:54         |
| 5.                  | «Hearts Wide Shut»                    | Райвио              | 5:56         |
| 6.                  | «Silent Towers»                       | Райвио              | 4:01         |
| 7.                  | «Labyrinth of London (Horror Pt. IV)» | Райвио              | 8:29         |
| 8.                  | «Of Death and Corruption»             | Котамяки            | 5:00         |
| 9.                  | «April 14th»                          | Райвио              | 8:29         |
| 10.                 | «Night Will Forgive Us»               | Райвио              | 6:41         |
| Общая длительность: | Общая длительность:                   | Общая длительность: | 67:03        |

## Участники записи
- Микко Котамяки — вокал
- Маркус Ямсен — гитара
- Юха Райвио — гитара
- Алекси Мунтер — клавишные
- Матти Хонконен — бас-гитара
- Кай Хахто — ударные

## Приглашённые участники
- Алия Стэнбридж — вокал на композициях 1 и 7
- Анетт Ользон — вокал на композиции 4